# Pietro Leone Casella
Pietro Leone Casella (L'Aquila, ca. 1540 – Rome (?), ca. 1620), gelatiniseerde naam Petrus Leo Casella, was een Italiaans historicus, oudheidkundige en neolatijns dichter.

## Levensloop
Over zijn leven is weinig bekend, behalve dat hij priester was en dat de schrijver Luca Contile hem in een brief uit 1562 prees om zijn begaafdheid en kunde, die hij al op zeer jonge leeftijd ontwikkelde. Casella moet op dat moment een jaar of 21 geweest zijn, waaruit afgeleid kan worden dat hij omstreeks 1540 werd geboren. Het precieze jaar van zijn overlijden is onbekend. In de literatuur wordt meestal het jaar 1620 aangehouden. Zijn hoofdwerk is De primis Italiae colonis (Over de eerst kolonisten van Italië), dat in 1606 verscheen in Lyon. In deze uitgave is ook opgenomen de tekst De Tuscorum origine & Republica Florentina (Over de oorsprong van de Etrusken en de republiek Florence), de tekst Elogia illustrium artificum (Eulogieën van beroemde kunstenaars) en de tekst Epigrammata & Inscriptiones (Epigrammen en inscripties). In 1603 leverde Casella een kleine bijdrage aan de tweede en vermeerderede druk van Cesare Ripas emblemataboek Iconologia.
- Biblioteca Nacional de España: XX4827381
- Gemeinsame Normdatei: 141613734
- International Standard Name Identifier: 0000 0001 2284 6953
- Istituto Centrale per il Catalogo Unico: SBLV313296
- Système universitaire de documentation: 191548189
- Virtual International Authority File: 122253460
- WorldCat: E39PBJpPJjYYpXfVFYB9GWb68C